# 내려갈 팀은 내려간다
내려갈 팀은 내려간다, 한국식 영어 표현으로 Down Team is Down(DTD)로 알려진 이 어구는 KBO 리그 현대 유니콘스의 전 감독 김재박이 인터뷰에서 한 말을 응용한 대한민국의 인터넷 유행어이다. 만년 하위팀이 시즌 초반에만 좋은 성적을 내다가 하위권으로 추락하는 모습을 빗대어 사용한다.

## 어원
2005년 시즌 초반, 지난 시즌 최하위였던 롯데 자이언츠는 기세를 올리며 상위권에 랭크되고 있었고 지난 시즌 우승 팀이었던 현대 유니콘스는 뜻밖의 부진으로 하위권에 처져 있었다. 이때 현대 유니콘즈의 감독이던 김재박은 한 스포츠신문과의 인터뷰에서 "5월이 되면 내려가는 팀이 나온다."라고 말했다. 이 발언은 특정 팀을 지목한 것은 아니었지만, 2000년대 초반 부진하였던 롯데 자이언츠를 지목하는 것이라는 점은 분명해 보였다. 공교롭게도 그의 발언대로 롯데 자이언츠는 여름 이후부터 순위가 하락, 결국 5위로 시즌을 마감하여 포스트시즌 진출에 실패하였다.
이 말을 한 김재박 감독이 LG 트윈스의 감독으로 부임한 이후, LG의 행보는 예외없이 시즌 상반기에는 상위권에 랭크되었다가 날씨가 더워지면서 부상자와 부진선수가 속출하며, 차츰 힘에 부쳐 하위권으로 시즌을 마무리하는 양상이 반복되었다. 그러자 그의 예전 발언은 부메랑이 되어 그가 감독한 LG 트윈스에 그대로 되돌아왔고, "내려갈 팀은 내려간다."는 형태로 변형되어 유명세를 타게 되었다. 2013년 김재박은 MBC 야구 읽어주는 남자에 출연하여 DTD는 아직도 유효하다 생각한다고 밝혔다.

## 사용과 패러디
현재 "내려갈 팀은 내려간다"는 주로 만년 하위팀이 특정 시즌 초반에만 반짝 성적을 내다가 이내 하위권으로 쳐지는 모습을 조롱하는 단어로 쓰이며, 특히 이러한 행위가 매년 반복되는 LG 트윈스를 비꼬는 표현으로도 쓰인다. 줄여서 "내팀내", 또는 "DTD(Down Team is Down.)"로도 쓰이고 있다. 실제로 LG 트윈스가 2011년 4~5월 두달간 8개구단 중 가장 먼저 30승을 거두며 상승세를 타다가 6월 이후 부진에 빠져 9월까지 4달간 단 29승만을 거둔 채 공동 6위로 시즌을 마치자 팬들은 LG 트윈스에게 "내려갈 팀은 내려간다."는 표현을 사용하였다. 프로농구팀 SK 나이츠는 2012~13시즌 이전까지 10시즌 동안 단 한번만 포스트시즌에 진출하는 등 부진하여 팬들 사이에서 DTD라는 말이 나왔다. 그러다가 2012~13시즌에 진출하면서 DTD에서 벗어났다.
그러나 이후 DTD의 주인 LG 트윈스가 2018시즌 정규시즌 2위에도 오르는 등 우승후보로 불리며 좋은 경기력을 보여주었으나, 끝내 8위로 끝내며 다시 한번 DTD의 불명예를 안게 되었다.
이후 2020시즌, 초반 승승장구하였으나 "피어오르는 LG 우승의 향기"라는 제목의 기사가 올라온 이후 거듭되는 부진으로 순위가 하락하며 "피우향"이라는 신조어가 탄생하였다.

## 같이 보기
- 김재박
- LG 트윈스
- 인터넷 유행어
- 대한민국의 인터넷 유행어
- 올라갈 팀은 올라간다